# Saison 4 de Game of Thrones
Chronologie
Saison 3 Saison 5
Cet article présente la quatrième saison de la série télévisée américaine de fantasy épique Game of Thrones diffusée pour la première fois du 6 avril au 15 juin 2014 sur HBO, le dimanche à 21 h. Composée de dix épisodes d'une durée d'environ 55 minutes, elle couvre la deuxième moitié du troisième volume, A Storm of Swords, de la saga de fantasy Le Trône de fer (A Song of Ice and Fire) de George R. R. Martin, ainsi que des éléments des quatrième et cinquième tomes, A Feast for Crows et A Dance with Dragons.

## Synopsis
L'emprise des Lannister sur le trône de Fer est désormais totale, après le massacre des Noces pourpres, qui a vu la mort de nombreux partisans du camp Stark et de fait brisé le soulèvement du Nord, ce qui a pris un tournant décisif dans la guerre des Cinq Rois en faveur des Lannister. Cependant, à Fort-Terreur dans le Nord, les Bolton, nouveaux maîtres du Nord, doivent reprendre Moat Cailin aux Fer-Nés pour pouvoir avoir le contrôle total du Nord. Pour cela, Ramsay, le bâtard de Roose Bolton bientôt légitimé utilise Theon Greyjoy - qu'il avait torturé longuement pour en faire son esclave docile (au point qu'il refuse de suivre sa soeur Yara Greyjoy venue le délivrer) - comme appât. 
Alors que Stannis Baratheon, prétendant au trône de Fer, poursuit la reconstruction de son armée à Peyredragon, un danger imminent arrive du Sud, en la personne d'Oberyn Martell. Ce dernier, arrivé à Port-Réal pour le mariage du roi Joffrey et de sa fiancée Margaery Tyrell, est habité par un désir de vengeance. Lors du mariage du roi Joffrey, ce dernier meurt mystérieusement empoisonné durant le banquet et son oncle Tyrion est accusé de l'avoir assassiné. Le frère cadet de Joffrey, Tommen, accède donc au trône. Les vrais meurtriers sont Petyr Baelish et la grande mère de Margeory, Olenna Tyrell. Plus tard, le procès pour Tyrion tourne en sa défaveur et demande une ordalie pour l'innocenter. C'est ainsi qu'Oberyn se propose de combattre pour le nain contre la Montagne, mais ce dernier remporte le combat de façon sanglante. Jaime fait évader son frère qui s'échappe de Port-Réal avec Varys, non sans avoir au passage tué son père Tywin.
Peu après la mort de Joffrey, Baelish emmène Sansa Stark au Val où il est devenu le nouveau seigneur depuis son récent mariage avec Lysa, la tante de Sansa, qu'il ne tardera pas à tuer un peu plus tard. Pendant ce temps, Jamie charge Brienne de Torth, accompagnée de l'écuyer Podrick, de retrouver les filles Stark. Dans le Conflans, le Limier et Arya connaissent diverses péripéties où le premier enseigne à la seconde son sens de la vie. Finalement, Arya prendra un bateau pour se rendre à Braavos. 
Au Nord, la Garde de Nuit, affaiblie, semble dépassée par l’avancée de l’armée des Sauvageons de Mance Rayder, elle-même poursuivie par un ennemi plus redoutable : les Marcheurs blancs. Bien que soupçonné d'être passé à l'ennemi par Allister Thorne, Jon Snow prend le commandement d'une unité pour capturer les mutins au manoir de Kraster. Il ignore que ces derniers avaient capturé son demi frère Bran Stark qui réussira à s'évader et réussira à rejoindre loin au Nord la Corneille à Trois-Yeux. Lors de la bataille au Mur, Jon prendra le commandement et réussira à tenir Châteaunoir pour la nuit. Le lendemain, l'armée de Stannis arrive au Mur et capture Mance Rayder.
À l'Est, Daenerys Targaryen, accompagnée de ses trois dragons et de son armée d’Immaculés, s’apprête à libérer la ville de Meereen, qui pourrait lui fournir assez de navires pour gagner Westeros et ainsi réclamer le trône de Fer. Mais apprenant que les esclavagistes ont repris les villes qu'elle avait conquises auparavant, elle décide de rester gouverner à Meereen, ce qui ne sera pas une tâche facile. Elle se retrouvera contrainte d'enfermer ses dragons qui deviennent incontrôlables après que l'un d'eux ait disparu.

## Distribution

### Acteurs principaux
- Peter Dinklage (VF : Constantin Pappas) : Tyrion Lannister
- Nikolaj Coster-Waldau (VF : Damien Boisseau) : Jaime Lannister
- Lena Headey (VF : Laurence Bréheret) : Cersei Lannister
- Emilia Clarke (VF : Marie Tirmont) : Daenerys Targaryen
- Kit Harington (VF : Benjamin Penamaria) : Jon Snow
- Iain Glen (VF : Patrick Béthune) : Jorah Mormont
- Charles Dance (VF : Philippe Catoire) : Tywin Lannister
- Sophie Turner (VF : Kelly Marot) : Sansa Stark
- John Bradley-West (VF : Emmanuel Gradi) : Samwell Tarly
- Gwendoline Christie (VF : Vanina Pradier) : Brienne de Torth
- Natalie Dormer (VF : Sandra Valentin) : Margaery Tyrell
- Maisie Williams (VF : Alice Orsat) : Arya Stark
- Conleth Hill (VF : Alain Flick) : Varys
- Aidan Gillen (VF : Yann Guillemot) : Petyr Baelish, dit « Littlefinger »
- Rose Leslie (VF : Karine Foviau) : Ygritte[4]
- Rory McCann (VF : Guillaume Orsat) : Sandor Clegane, « le Limier »
- Liam Cunningham (VF : Jean-Louis Faure) : Davos Mervault (4 épisodes)
- Stephen Dillane (VF : Michel Dodane) : Stannis Baratheon (4 épisodes)
- Jerome Flynn (VF : Richard Leroussel) : Bronn (4 épisodes)
- Sibel Kekilli (VF : Nadine Girard) : Shae (4 épisodes)
- Isaac Hempstead-Wright (VF : Maeldan Wilmet) : Brandon Stark (4 épisodes)
- Carice van Houten (VF : Annie Milon) : Mélisandre d'Asshaï (3 épisodes)
- Alfie Allen (VF : Damien Ferrette) : Theon Greyjoy (3 épisodes)
- Jack Gleeson (VF : Thomas Sagols) : Joffrey Baratheon (3 épisodes)
- Hannah Murray (VF : Astrid Adverbe) : Vère (3 épisodes)
- Iwan Rheon (VF : Olivier Augrond) : Ramsay Snow (3 épisodes)
- Kristofer Hivju (VF : Boris Rehlinger) : Tormund, dit « Fléau-d'Ogres » (3 épisodes)

### Acteurs récurrents et invités
De l'autre côté du Mur :
- Thomas Sangster (VF : Gabriel Bismuth-Bienaimé) : Jojen Reed (4 épisodes)
- Ellie Kendrick (VF : Céline Rotard) : Meera Reed (4 épisodes)
- Kristian Nairn : Hodor (4 épisodes)
- Luke Barnes (VF : Pascal Casanova) : Rast dit le « le Rat » (2 épisodes)
- Burn Gorman (VF : Emmanuel Karsen) : Karl Tanner (2 épisodes)
- Struan Rodger : le corbeau à trois yeux (2 épisodes)
- Ciarán Hinds (VF : Thierry Murzeau) : Mance Rayder (1 épisode)
- Octavia Alexandru : l'enfant de la forêt (1 épisode)

Au Mur :
- Mark Stanley (VF : Julien Meunier) : Grenn (7 épisodes)
- Ben Crompton (VF : Mathieu Uhl) : Eddison Tollett (7 épisodes)
- Josef Altin (VF : Philippe Bozo) : Pypar (6 épisodes)
- Dominic Carter (VF : Michel Prud'homme) : Janos Slynt (6 épisodes)
- Owen Teale (VF : Paul Borne) : le Lord Commandant Alliser Thorne (5 épisodes)
- Peter Vaughan (VF : Frédéric Cerdal) : Mestre Aemon (4 épisodes)
- Noah Taylor (VF : Gérard Sergue) : Locke (3 épisodes)

Dans le Nord :
- Yuri Kolokolnikov (VF : Serge Biavan) : Styr (4 épisodes)
- Michael McElhatton (VF : Olivier Rodier) : Lord Roose Bolton (2 épisodes)
- Elizabeth Webster : Fat Walda Frey (1 épisode)

Dans les îles de Fer :
- Gemma Whelan (VF : Chantal Baroin) : Yara Greyjoy (1 épisode)

Dans le Conflans :
- Andy Kellegher : Polliver (1 épisode)
- Andy Beckwith (en) (VF : Fabrice Lelyon) : Rorge (1 épisode)
- Ben Hawkey (VF : Jean-Philippe Pertuit) : Tourte-Chaude (1 épisode)

À Port-Réal :
- Pedro Pascal (VF : Loïc Houdré) : Oberyn Martell, dit « la Vipère rouge » (7 épisodes)
- Daniel Portman (VF : Benjamin Gasquet) : Podrick Payne (7 épisodes)
- Julian Glover (VF : Michel Ruhl) : Grand Maester Pycelle (6 épisodes)
- Dean-Charles Chapman (VF : Benjamin Bollen) : Tommen Baratheon (5 épisodes)
- Diana Rigg (VF : Cathy Cerdà) : Olenna Tyrell (4 épisodes)
- Roger Ashton-Griffiths (VF : Michel Voletti) : Mace Tyrell (4 épisodes)
- Indira Varma (VF : Claire Guyot) : Ellaria Sand (4 épisodes)
- Ian Beattie (VF : Michel Voletti) : Ser Meryn Trant (4 épisodes)
- Finn Jones (VF : Paolo Domingo) : Ser Loras Tyrell (3 épisodes)
- Tony Way : Dontos Hollard (3 épisodes)
- Paul Bentley : Le Grand Septon (3 épisodes)
- Hafþór Júlíus Björnsson (VF : Gérard Maillet) : Gregor Clegane, « la Montagne » (3 épisodes)
- Anton Lesser (VF : Mario Pecqueur) : Qyburn (2 épisodes)
- Will Tudor : Olyvar (2 épisodes)

Au Val d'Arryn :
- Lino Facioli (VF : Victor Quilichini) : Robin Arryn (3 épisodes)
- Kate Dickie (VF : Natacha Muller) : Lysa Arryn (2 épisodes)
- Paola Dionisotti (en) : Anya Waynwood (1 épisode)
- Rupert Vansittart : Yohn Royce (1 épisode)

De l'autre côté du détroit :
- Mark Gatiss : Tycho Nestoris (1 épisode)
- Lucian Msamati : Salladhor Saan (1 épisode)

Dans la baie des Serfs :
- Ian McElhinney (VF : Frédéric Cerdal) : Ser Barristan Selmy (7 épisodes)
- Nathalie Emmanuel (VF : Audrey Sablé) : Missandei (7 épisodes)
- Jacob Anderson (VF : Namakan Koné) : « Ver Gris » (7 épisodes)
- Michiel Huisman (VF : Axel Kiener) : Daario Naharis (5 épisodes)
- Joel Fry (VF : Jean-Alain Velardo) : Hizdahr zo Loraq (2 épisodes)

À Peyredragon :
- Tara Fitzgerald (VF : Ivana Coppola) : Selyse Baratheon (3 épisodes)
- Kerry Ingram (VF : Lisa Caruso) : Shireen Baratheon (3 épisodes)

## Production

### Développement
Le 2 avril 2013, HBO a renouvelé la série pour cette quatrième saison.

### Distribution des rôles
Entre juin et novembre 2013, plusieurs acteurs ont obtenu un rôle lors de cette saison. Il s'agit de : Pedro Pascal (prince Oberyn Martell surnommé « the Red Viper » (la « Vipère rouge »), Mark Gatiss (Tycho Nestoris), Indira Varma (Ellaria Sand), Roger Ashton-Griffiths (Mace Tyrell), Elizabeth Webster (Walda Frey), Rupert Vansittart (Yohn Royce), Paola Dionisotti (en) (Lady Anya Waynwood), Joel Fry (Hizdahr zo Loraq) et Yuri Kolokolnikov (Styr).
En août 2013, trois rôles ont été réattribués, celui de Tommen Baratheon, à l'acteur Dean-Charles Chapman, remplaçant Callum Wharry, qui l'a interprété dans les saisons 1 et 2, celui de Daario Naharis, à l'acteur Michiel Huisman, remplaçant Ed Skrein, qui l'a interprété dans la saison précédente et celui de Ser Gregor Clegane, à l'acteur Hafthór Júlíus Björnsson, remplaçant Ian Whyte, qui l'a interprété dans la saison 2.

### Tournage
Le tournage a débuté le 8 juillet 2013 en Irlande du Nord.

## Résumé de la saison
Les Lannister, contrôlant toujours Port-Réal, sont dans une situation critique : les ressources minières et les guerres récentes contre les Stark n'ont cessé d'affaiblir les finances ; ils sont devenus dépendants du mariage avec la riche famille des Tyrell, le roi Joffrey se mariant avec Margaery Tyrell et Cersei, mère du roi, avec Loras, frère de Margaery Tyrell. Lors du mariage du roi Joffrey et Margaery, ce premier meurt empoisonné. Les accusations visent immédiatement Tyrion Lannister, l'oncle de Joffrey. Ce dernier, humilié durant la cérémonie de mariage par son neveu et nouvellement marié à Sansa Stark dont le père avait été décapité sur ordre de son premier fiancé, ayant déjà menacé sa sœur haineuse Cersei d'un malheur imminent, est immédiatement arrêté. Sansa, introuvable depuis la cérémonie, ne fait qu'aggraver les soupçons : Cersei, qui a toujours détesté son frère pour avoir causé à sa naissance la mort de leur mère, veut tout faire pour le condamner, et alors que son autre fils, Tommen, devient roi. Le procès de Tyrion est organisé sous la responsabilité de la main du roi, Tywin Lannister, grand-père du roi. Jaime Lannister, enfin rentré à Port-Réal de captivité grâce à Brienne, est convaincu que son frère n'est pas coupable : l'amitié fraternelle se retrouve. Mais tous deux comprennent bien vite que le jugement condamnera Tyrion, les témoins n'hésitant pas à mentir pour l'accabler. L'ancienne compagne de Tyrion, Shae, ira jusqu'à fournir le mobile : elle est aussi l'ancienne serviteur de Sansa Stark. Si Tyrion, pour protéger Shae, s'était montré dur et avait forcé cette dernière à fuir Port-Réal après son mariage programmé par son père Tywin avec Sansa Stark, celle-ci se venge en annonçant que Tyrion cherchait à venger la mort du père de Sansa en complotant contre le roi Joffrey. Désabusé par la tournure des événements, que seule la promesse de Jaime à son père de quitter la garde royale donc le vœu de chasteté pour assurer une descendance à la famille en échange de la libération de son frère semble pouvoir sauver, Tyrion réclame un combat entre champions pour résoudre le procès, sous le regard des sept divinités. Cersei fait intervenir le légendaire et violent Gregor Clegane, la Montagne, et frère de Sandor Clegane, le Limier, pour affronter Oberyn Martell, prince de Dorne en visite à Port-Réal, cherchant l'occasion d'affronter le tueur de sa sœur. Malgré un combat difficile, au cours duquel il semble prendre le dessus, Oberyn meurt, laissant Tyrion condamné à mort.
Au nord, le Mur protégeant les royaumes des menaces du grand froid, voit sa situation compromise. En effet, depuis la précédente saison, les Sauvageons, ces habitants exclus des royaumes et vivant dans le froid, regroupés en une imposante armée sous les ordres de Mance Rayder, avancent vers la porte, pendant que ses éclaireurs, ayant escaladé le Mur, continuent de piller les villages entourant Châteaunoir, affaiblissant ainsi les habitants et les réserves. Jon Snow tente de se faire entendre, mais ne parviendra à assurer son rôle de leader que lorsque Châteaunoir se retrouve sous le siège de l'armée unifiée par Mance. Malgré la large domination numérique, le château résiste à la première nuit, laissant de nombreux morts de chaque côté, dont Ygritte, la sauvageonne avec qui Jon Snow avait eu une liaison. Affaibli par cette rude nuit, Jon Snow part comme émissaire, voulant assassiner Mance, et ainsi espérer livrer l'armée sauvageonne à une lutte de factions.
À l'est, Daenerys Targaryen est face à une nouvelle difficulté. Grâce à une armée forte d'esclaves libérés, les Immaculés, et à une propagande efficace poussant les nombreuses riches cités esclavagistes à s'écrouler d'elles même, la khaleesi a réussi à constituer un véritable empire targaryen. Si celle-ci cherchait avant tout une flotte pour embarquer son armée à la conquête de l'ancienne couronne de sa famille portée désormais à Port-Réal par la famille Lannister/Baratheon, elle doit désormais, avec ses trois dragons, s'installer dans la dernière cité prise, Meereen, pour rendre justice et maintenir la paix dans son royaume. Une justice toujours plus rude à rendre lorsqu'elle apprend que son fidèle conseiller, Jorah Mormont, était un espion à la solde des Lannister, ayant finalement rejoint sa cause. Ce dernier est banni. Symbole de cet enracinement sur les terres de l'Est, la khaleesi se contraint à faire enfermer deux de ses dragons, qui désormais grands, terrorisent la population, le troisième restant introuvable.
Après avoir trahi et tué son roi Robb Stark lors des Noces pourpres, Roose Bolton doit libérer les derniers terres du Nord occupées par les Greyjoy et les Fer-nés. Pour cela, il est aidé par son fils bâtard Ramsay Snow, qui a capturé, torturé et mutilé le prince des Fer-nés Theon Greyjoy et l'a réduit à l'état d'esclave nommé Schlingue. Après avoir libéré Mott-Quilin en massacrant la dernière colonie Fer-nés qui s'y était installé, Roose s'autoproclamant gouverneur du Nord et s'installe à Winterfell, fief ancestral des Stark. En parallèle, Ramsay apprend par Theon « Schlingue » que Bran et Rickon Stark sont toujours en vie et envoie des mercenaires les capturer.
Les filles Stark voient elles aussi leur situation changer. Tout d'abord Sansa Stark, disparue depuis la cérémonie de mariage, a été rapidement amenée aux côtés du véritable meurtrier de Joffrey, Petyr Baelish, désireux de se venger de l'exécution des Stark, dont il aimait depuis sa jeunesse la lady, Catelyn Stark. Mais l'assassinat est aussi commandité par Olenna Tyrell, grand-mère de Margaery, ravie de voir sa petite-fille s'approcher de la couronne mais inquiète de la violence de Joffrey. Baelish conduit Sansa chez sa tante Lysa Arryn, aux Eyrié. Cette dernière, amoureuse de Lord Baelish, couvre ainsi les fuyards, mais sa jalousie prononcée la pousse à craindre Sansa. Une crainte fatale pour Lysa, finalement tuée par Baelish pour protéger Sansa. Baelish s'explique devant les autres seigneurs voisins, mais grâce à l'appui de Sansa, il est blanchi et se charge désormais de l'éducation du fils Arryn, le jeune Robin, espérant pouvoir tenir tête aux Lannister depuis le val d'Eyrié. Arya Stark est conduite par le Limier jusqu'à sa tante Lysa Arryn, mais une fois arrivés, ils découvrent la mort de cette dernière, laissant échapper à Clegane tout espoir de rançon. Faisant demi-tour, ils tombent alors sur Brienne, envoyée par Jaime pour tenir sa promesse : sa libération contre la sécurité des enfants Stark. Lors de l'affrontement, Brienne blesse mortellement Clegane et Arya en profite pour fuir Brienne, puis après être retournée vers le Limier, mourant, elle laisse ce dernier à ses souffrances.
Bran, désormais séparé de son jeune frère, poursuit sa route accompagné d'Hodor, d'Été, son sombre loup, et des enfants Reed : Meera et Jojen. Pendant la rude chevauchée qui doit les mener à la corneille aux trois yeux (ils sont entre autres capturés par les frères qui ont trahi la Garde de nuit), Bran continue de développer ses pouvoirs. Tous ses compagnons ne sortent pas indemnes de la bataille finale contre des créatures animées par les Autres, mais sont sauvés in extremis par un Enfant de la forêt, race ancestrale légendaire.
Le dernier épisode vient poser la base des prochaines intrigues. Côté Lannister, Jaime permet à son frère Tyrion de fuir des geôles de son père. Celui-ci ne peut se résoudre à simplement quitter Port-Réal avec l'appui de Varys et remonte d'abord dans les quartiers de son père. Il y découvre Shae. Celle-ci, ainsi que Tywin, ne survivront pas à cette rencontre. Cet épisode est aussi l'occasion de permettre à une autre tête couronnée de se distinguer : c'est l'arrivée de Stannis Baratheon au-delà du mur qui mettra en fuite les armées sauvageonnes, grâce au renforcement de son armée par l'argent de la Banque de fer et par la capture de Mance. Il ouvre ainsi la pacification du Nord, avant de pouvoir pleinement se tourner vers les Lannister. Bran rencontre la corneille aux trois yeux, qui lui confirme qu'il ne pourra plus jamais marcher, mais qu'il pourra voler. Enfin, Arya Stark achève l'épisode en embarquant vers Braavos en bateau, utilisant la pièce de fer de Jaqen H'ghar, fuyant ces terres de conflit.

## Liste des épisodes

### Épisode 1:Deux épées
- États-Unis : 6 avril 2014 sur HBO[21]
- France :
  - 7 avril 2014 sur OCS City[22] (en VOSTFr)
  - 6 septembre 2014 sur OCS City[23] (en VF)
- Belgique :
  - 10 avril 2014 sur Be 1[24] (en V. O.)
  - 15 août 2014 sur Be Séries[25] (en VF)
- Québec : 4 août 2014 sur Super Écran[26]

- États-Unis : 6,64 millions de téléspectateurs[27] (première diffusion)

- Diana Rigg (Olenna Tyrell)
- Pedro Pascal (Oberyn Martell)
- Indira Varma (Ellaria Sand)
- Michiel Huisman (Daario Naharis)
- Ian McElhinney (Barristan Selmy)
- Peter Vaughan (Maester Aemon)
- Owen Teale (Alliser Thorne)
- Anton Lesser (Qyburn)
- Jacob Anderson (Grey Worm)
- Nathalie Emmanuel (Missandei)
- Dominic Carter (Janos Slynt)
- Daniel Portman (Podrick Payne)
- Ian Beattie (Meryn Trant)
- Tony Way (Dontos Hollard)
- Will Tudor (Olyvar)
- Andy Kellegher (Polliver)
- Joseph Gatt (Thenn Warg)
- Daniel Rabin (Lord Blackmont)
- Brian Fortune (Bowen Marsh)
- Yuri Kolokolnikov (Styr)

Tywin fait forger deux épées en acier valyrien à partir de celle de Ned Stark, l'une pour le Roi Joffrey, l'autre pour son fils Jaime. Pensant qu'il n'est plus capable de servir dans la garde royale avec une main en moins, Tywin demande à Jaime de gouverner Castral Roc en son nom, mais ce dernier décline l'offre. 
Tyrion se charge d'accueillir diplomatiquement le prince Doran Martel venu assister au mariage imminent de Joffrey et Margaery à Port-Réal. Mais c'est son frère Oberyn qui le représente, accompagné de sa concubine Ellaria Sand. Le frère cadet des Martel avoue cependant à Tyrion vouloir avant tout venger le viol et le meurtre perpétrés par La Montagne sur sa sœur Elia — feue épouse de Rhaegar Targaryen — et ses deux enfants. Sansa se remet difficilement de la mort de son frère et de sa mère, malgré l'encouragement de Tyrion et Shae. Celle-ci souhaite avoir plus d'intimité avec son amoureux, mais Tyrion est trop préoccupé et Shae s'énerve, ne sachant pas si l'homme qu'elle aime veut encore d'elle. Cersei remercie Qyburn du travail accompli sur le bras de Jaime. Il porte désormais une main métallique mais sa sœur lui reproche sa trop longue absence. Bientôt, l'altercation entre Tyrion et Shae est rapportée à Cersei par une servante.
Dans le Nord, le groupe de Sauvageons mené par Tormund rencontre celui des Thenns, des cannibales menés par Styr. À Châteaunoir, Jon Snow est rétabli de ses blessures mais attristé par la mort de son frère. Il confesse ensuite au conseil son expérience chez les Sauvageons et la prise en tenaille du Mur par l'armée de Mance Rayder au nord et la bande de Tormund au sud. Si Alliser Thorne et Janos Slynt (exilé de Port-Réal par Tyrion) veulent faire exécuter Jon pour trahison, le sage Maestre Aemon sait que Snow dit vrai et le libère.
Alors qu'elle se prépare au mariage, Margaery apprend la vérité sur la mort de Renly de la bouche de Brienne, tandis que Joffrey ridiculise son oncle Jaime, chargé d'organiser la sécurité des festivités. Parallèlement, Jaime ne peut accéder à la demande de Brienne de libérer les filles Stark, Arya étant présumée morte et Sansa mariée à Tyrion. Cette dernière recroise par ailleurs Ser Dontos Hollard qui lui offre un collier en remerciement de sa vie sauvée quand elle était encore fiancée à Joffrey. 
Daenerys avance sur Meereen et découvre la dangerosité de ses dragons, mais aussi les avances attentionnées de Daario Naharis. Sur la route, ils trouvent des esclaves crucifiés par leurs maîtres sur tout le trajet qui les sépare de Meereen ; la Khaleesi n'est pas prête d'oublier.

### Épisode 2:Le Lion et la Rose
- États-Unis : 13 avril 2014 sur HBO
- France :
  - 14 avril 2014 sur OCS City (en VOSTFr)
  - 6 septembre 2014 sur OCS City[23] (en VF)
- Belgique :
  - 17 avril 2014 sur Be 1[24] (en V. O.)
  - 15 août 2014 sur Be Séries[25] (en VF)
- Québec : 11 août 2014 sur Super Écran[26]

- États-Unis : 6,3 millions de téléspectateurs[28] (première diffusion)

- Kerry Ingram (Shireen Baratheon)
- Dean-Charles Chapman (Tommen Baratheon)
- Finn Jones (Loras Tyrell)
- Kristian Nairn (Hodor)
- Pedro Pascal (Oberyn Martell)
- Roger Ashton-Griffiths (Mace Tyrell)
- Tony Way (Dontos Hollard)
- Diana Rigg (Olenna Tyrell)
- Indira Varma (Ellaria Sand)
- Michael McElhatton (Roose Bolton)
- Julian Glover (Grand Maester Pycelle)
- Noah Taylor (Locke)
- Tara Fitzgerald (Selyse Baratheon)
- Thomas Brodie-Sangster (Jojen Reed)
- Ellie Kendrick (Meera Reed)
- Daniel Portman (Podrick Payne)
- Ian Beattie (Meryn Trant)
- Charlotte Hope (Myranda)
- Jazzy De Lisser (Tansy)
- Orri P. Dyrason (Musicien)
- Jon Thor Birgisson (Musicien)
- Georg Holm (Musicien)
- Raymond Griffiths (Nain)
- George Appleby (Nain)
- Sigur Ros (Musiciens)

À Fort Terreur, Ramsay Snow et son amie Miranda tuent une fille lors d'une partie de chasse à courre sous les yeux de Schlingue (Theon), totalement soumis. Roose Bolton rentre chez lui avec ses hommes dont Locke, et sa nouvelle épouse Walda, une des filles de Walder. Roose désapprouve le traitement infligé à Theon, qui aurait pu servir de monnaie d'échange, d'autant plus que le Nord reste à reconquérir, en particulier Moat Cailin aux mains des Fer-nés, porte d'entrée vers le Nord. Theon révèle la survie de Bran et Rickon, probablement en route pour Châteaunoir pour rejoindre leur frère Jon Snow. Roose demande alors à Locke de les traquer et à Ramsay de reprendre Moat-Cailin.
À Port-Réal, Jaime peine à manier l'épée de sa main gauche, aussi Tyrion demande à Bronn d'entraîner son frère en secret. Varys prévient Tyrion que sa relation avec Shae a été dénoncée. Lors d'un banquet, des présents sont offerts au Roi Joffrey par les convives, dont Mace Tyrell, père de Margaery et Loras. Joffrey humilie une fois de plus son oncle qui sait désormais que Shae est en danger. À contrecoeur, Tyrion fait alors renvoyer sa bien-aimée en pleurs à Pentos pour qu'elle ne subisse pas le courroux de son père.  
Mélisandre s'en remet une nouvelle fois au Seigneur de la lumière en condamnant au bûcher plusieurs hommes de Stannis, dont son beau-frère, considéré comme hérétique. Son épouse Selyse approuve ses agissements, à l'inverse de Ser Davos et la petite Shireen. Bran passe de plus en plus de temps dans la peau de son loup qui peut courir (contrairement à lui), mais Jojen et sa sœur Meera le préviennent que cela peut être dangereux. Le groupe arrive à un arbre sacré et en le touchant, Bran reçoit une vision lui demandant de rejoindre la Corneille à Trois Yeux. 
- La vision qu'a reçu Bran comporte certains éléments d'intrigue qui se dérouleront dans la dernière saison.
- L'épisode comporte une erreur de continuité : lors du mariage de Margaery et Joffrey, lorsque celui-ci jette des pièces aux bardes et leur ordonne de s'en aller, Jaime peut être vu avec la main gauche tranchée au lieu de la droite.

### Épisode 3:Briseuse de chaînes
- États-Unis : 20 avril 2014 sur HBO
- France :
  - 21 avril 2014 sur OCS City (en VOSTFr)
  - 13 septembre 2014 sur OCS City[23] (en VF)
- Belgique :
  - 24 avril 2014 sur Be 1[24] (en V. O.)
  - 15 août 2014 sur Be Séries[25] (en VF)
- Québec : 18 août 2014 sur Super Écran[26]

- États-Unis : 6,6 millions de téléspectateurs[29] (première diffusion)

- Michiel Huisman (Daario Naharis)
- Pedro Pascal (Oberyn Martell)
- Jacob Anderson (Grey Worm)
- Roger Ashton-Griffiths (Mace Tyrell)
- Nathalie Emmanuel (Missandei)
- Joseph Gatt (Thenn Warg)
- Kristian Nairn (Hodor)
- Tony Way (Dontos Hollard)
- Diana Rigg (Olenna Tyrell)
- Indira Varma (Ellaria Sand)
- Owen Teale (Alliser Thorne)
- Yuri Kolokolnikov (Styr)
- Ian McElhinney (Barristan Selmy)
- Dean-Charles Chapman (Tommen Baratheon)

La mort de Joffrey rend Cersei folle de rage et demande que l'on arrête également Sansa en plus de Tyrion. Mais la belle, aidée par Dontos, réussit à fuir la ville avant que Tywin ne la fasse boucler. Les fugitifs retrouvent Petyr Baelish sur un bateau ancré au large prêt à appareiller, mais Dontos est éliminé sous ordre de ce dernier pour s'assurer de son silence.
Olenna explique à Margaery que la mort de Joffrey ne l'attriste pas et qu'elle pourra malgré tout épouser son jeune frère plus malléable. Alors que Joffrey n'est pas encore en terre, Tywin pense ouvertement qu'il n'était pas un bon roi et prend en charge Tommen pour sa future régence, devant une Cersei médusée par si peu de considération. Elle n'en aura pas non plus de la part de Jaime qui, fatigué d'être rejeté, la force à faire l'amour au pied même de la sépulture. Tywin interroge le prince Oberyn sur la mort de Joffrey qui l'accuse à son tour d'avoir commandité la mort de sa sœur Elia et ses enfants. L'aîné des Lannister réfute et lui demande de présider comme troisième juge au procès de Tyrion, en plus de lui-même et Mace Tyrell. En échange, il lui propose de lui livrer l'assassin de sa sœur, Gregor Clegane, ainsi qu'une nouvelle alliance avec sa maison en siégeant au conseil restreint. Podrick Payne rend visite à Tyrion en cellule et lui informe que Sansa est partie et que d'autres témoins en sa faveur seront difficiles à solliciter. Le fidèle écuyer avoue qu'il est requis pour témoigner contre son maître mais malgré son refus, Tyrion lui demande de quitter la ville pour sa sécurité avant de le remercier.
Arya et Sandor Clegane poursuivent leur voyage et rencontrent un paysan et sa fille qui les invitent à souper chez eux. Le paysan propose au Limier de travailler pour lui tout en assurant la sécurité de la ferme, mais celui-ci le trahit et lui vole son argent au grand dam d'Arya. La nouvelle de la mort de Joffrey arrive à Peyredragon. Ne trouvant pas de soutiens, Ser Davos - encore un peu illettré - demande à la princesse Shireen d'écrire une lettre à la Banque de Fer de Braavos pour demander un prêt afin d'acheter une nouvelle armée.
Dans le Nord, Sam envoie Vère à La Mole où il pense qu'elle sera plus en sécurité qu'à Châteaunoir, composé uniquement d'hommes. Pendant ce temps, les Sauvageons continuent d'attaquer les villages du nord. Lors d'un raid, un jeune garçon nommé Olly dont les parents ont été massacrés, est laissé en vie par Styr pour qu'il aille à Châteaunoir raconter ce qu'il a vu. N'ayant qu'une centaine d'hommes pour protéger le Mur, la Garde de Nuit ne peut se permettre de protéger les villageois au sud. À ce moment-là, Grenn et Edd Tollett arrivent épuisés après avoir été captifs des mutins au manoir de Craster. Jon demande à mener une expédition punitive afin que les mutins ne puissent informer les Sauvageons de leur faible nombre.

### Épisode 4:Féale
- États-Unis : 27 avril 2014 sur HBO
- France :
  - 28 avril 2014 sur OCS City (en VOSTFr)
  - 13 septembre 2014 sur OCS City[23] (en VF)
- Belgique :
  - 1er mai 2014 sur Be 1[24] (en V. O.)
  - 15 août 2014 sur Be Séries[25] (en VF)
- Québec : 25 août 2014 sur Super Écran[26]

- États-Unis : 6,95 millions de téléspectateurs[30] (première diffusion)

- Kristian Nairn (Hodor)
- Deirdre Monaghan (Morag Craster)
- Roger Ashton-Griffiths (Mace Tyrell)
- Emilio Doorgasingh (Slave Master)
- Thomas Brodie-Sangster (Jojen Reed)
- Diana Rigg (Olenna Tyrell)
- Michiel Huisman (Daario Naharis)
- Ian McElhinney (Barristan Selmy)
- Owen Teale (Alliser Thorne)
- Burn Gorman (Karl Tanner)
- Noah Taylor (Locke)
- Dominic Carter (Janos Slynt)
- Nathalie Emmanuel (Missandei)
- Jacob Anderson (Grey Worm)
- Ellie Kendrick (Meera Reed)
- Mark Stanley (Grenn)
- Ben Crompton (Eddison Tollett)
- Dean-Charles Chapman (Tommen Baratheon)
- Daniel Portman (Podrick Payne)
- Josef Altin (Pypar)

Missandei enseigne à Ver Gris la langue commune. Le soldat infiltre ensuite Meereen par les égouts aidé de quelques Immaculés afin d'armer les esclaves. Quelques heures plus tard, la cité tombe entre leurs mains. Ser Barristan demande à Daenerys de faire preuve de clémence mais celle-ci fait crucifier les esclavagistes pour rendre justice à leurs victimes.
Jaime continue à s’entraîner avec Bronn qui le pousse à rendre visite à son frère Tyrion. Jaime est convaincu que son frère est innocent de l'assassinat de Joffrey, tout comme Tyrion l'est de Sansa malgré sa fuite suspecte. Sur le bateau, la jeune femme apprend de Baelish qu'il fait route pour les Eyrié pour épouser sa tante Lysa, et avoue sa complicité dans la mort de Joffrey, jugé trop instable pour mener à bien ses propres ambitions.
Olenna Tyrell encourage Margaery à séduire rapidement Tommen avant que Cersei ne retourne le jeune roi contre elle, tout en avouant elle aussi à demi-mot sa responsabilité dans la mort du Roi. La nuit, Margaery s'introduit furtivement dans la chambre de Tommen pour faire plus ample connaissance. Cersei toujours en colère, demande à Jaime la tête de Sansa. Cependant, Jaime demande à Brienne de la retrouver pour la protéger et respecter sa promesse faite à Catelyn Stark. Il lui remet aussi son épée offerte par Tywin (qu'elle renomme « Féale ») ainsi qu'une armure, et lui demande également de prendre Podrick comme écuyer pour l'éloigner de Port-Réal selon le souhait de Tyrion.
De nouvelles recrues arrivent au Mur, auxquelles s'est infiltré Locke, chargé par Bolton de trouver les jeunes Stark. Il rencontre et sympathise alors avec Jon pour parvenir à ses fins. Il le surprend conversant avec Sam sur la possible localisation de Bran au manoir de Craster, tandis que Sam s'inquiète du sort de Vère potentiellement menacée par les raids de Sauvageons. Janos conseille à Ser Alliser, peu populaire auprès de ses hommes (contrairement à Jon), de laisser ce dernier mener l'expédition punitive contre les mutins au nord du Mur, dans l'espoir qu'il se fasse tuer, l'écartant ainsi des prochaines élections de nouveau Lord Commandant. Grenn, Edd et d'autres frères de la Garde ainsi que Locke se joignent volontairement à Jon, motivés à venger leur ancien Commandant Mormont.
Au nord du Mur, les mutins passent leur temps à boire et à violer les femmes de Craster. Une d'elles demande à Karl, le leader, de déposer le dernier-né mâle de Craster dans la forêt en offrande aux Marcheurs Blancs. Rast se charge de la besogne avant d'aller narguer Fantôme, le loup de Jon enfermé. Non loin, les pleurs du bébé alertent le groupe de Bran qui envoie son loup Été en éclaireur, mais l'animal se fait à son tour capturer. Bran, qui a identifié la présence du loup de Jon avant la capture du sien, parvient au manoir avec ses amis mais sont rapidement appréhendés. Bran est alors obligé de révéler son identité sous la contrainte.

### Épisode 5:Premier du nom
- États-Unis : 4 mai 2014 sur HBO
- France :
  - 5 mai 2014 sur OCS City (en VOSTFr)
  - 20 septembre 2014 sur OCS City[23] (en VF)
- Belgique :
  - 8 mai 2014 sur Be 1[24] (en V. O.)
  - 15 août 2014 sur Be Séries[25] (en VF)
- Québec : 1er septembre 2014 sur Super Écran[26]

- États-Unis : 7,15 millions de téléspectateurs[31] (première diffusion)

- Kristian Nairn (Hodor)
- Pedro Pascal (Oberyn Martell)
- Josef Altin (Pypar)
- Jacob Anderson (Grey Worm)
- Thomas Brodie-Sangster (Jojen Reed)
- Dean-Charles Chapman (Tommen Baratheon)
- Ben Crompton (Eddison Tollett)
- Kate Dickie (Lysa Arryn)
- Nathalie Emmanuel (Missandei)
- Burn Gorman (Karl)
- Michiel Huisman (Daario Naharis)
- Ellie Kendrick (Meera Reed)
- Ian McElhinney (Baristan Selmy)
- Mark Stanley (Grenn)
- Noah Taylor (Locke)

Tommen est proclamé seigneur des Sept Royaumes, Cersei prend conscience de l'attirance de son fils pour Margaery et qu'il sera bien plus sage que Joffrey. Elle convient avec son père que les deux jeunes gens s'uniront d'ici quinze jours avant son propre mariage avec Loras. Tywin annonce aussi à sa fille le fort endettement de la Couronne dû aux dernières guerres et l'épuisement des mines d'or ; aussi doivent-ils s'allier aux Tyrell pour rembourser la dette à la Banque de Fer. Plus tard, Cersei s'inquiète auprès d'Oberyn sur le bien-être de sa fille Myrcella envoyée à Dorne, mais l'homme la rassure.
Petyr Baelish et Sansa Stark arrivent aux Eyrié et Petyr se marie avec Lysa. Il est révélé que le couple est responsable de l'empoisonnement de son mari Jon Arryn afin de faire porter le chapeau aux Lannister. La véritable identité de Sansa doit également demeurer secrète. Après avoir consommé son mariage, Lysa, quelque peu démente, se montre très jalouse envers sa nièce du fait que Petyr l'ait autant protégée jusqu'ici, et souhaite qu'elle épouse son fils Robin après l'exécution de Tyrion.
Daenerys apprend la mort de Joffrey et Daario lui annonce que les Puinés ont capturé la flotte Meereenne, un nombre de bateaux que Ser Barristan juge suffisant pour prendre Port-Réal. Mais Ser Jorah l'informe aussi que les maîtres ont repris le contrôle de Yunkai et Astapor. Daenerys prend alors la décision de rester pour le moment à Meereen pour gouverner la baie des Serfs.
Arya ressasse sa haine des assassins des membres de sa famille, et continue de s'entraîner à manier l'épée devant un Limier railleur. Brienne décide de se rendre au Mur, pensant que Sansa y aurait rejoint son frère Jon Snow, mais désapprouve la présence de Podrick à ses côtés, l'écuyer ne sachant ni monter à cheval, ni cuisiner. Elle se montre néanmoins plus réceptive quand il raconte comment il sauva Tyrion lors de la bataille de la Nera.

### Épisode 6:Les Lois des dieux et des hommes
- États-Unis : 11 mai 2014 sur HBO
- France :
  - 12 mai 2014 sur OCS City (en VOSTFr)
  - 20 septembre 2014 sur OCS City[23] (en VF)
- Belgique :
  - 15 mai 2014 sur Be 1[24] (en V. O.)
  - 15 août 2014 sur Be Séries[25] (en VF)
- Québec : 8 septembre 2014 sur Super Écran[26]

- États-Unis : 6,4 millions de téléspectateurs[32] (première diffusion)

- Kristian Nairn (Hodor)
- Pedro Pascal (Oberyn Martell)
- Sarine Sofair (Lhara)
- Julian Glover (Grand Maester Pycelle)
- Mark Gatiss (Tycho Nestoris)
- Roger Ashton-Griffiths (Mace Tyrell)
- Nathalie Emmanuel (Missandei)
- Gemma Whelan (Yara Greyjoy)
- Joel Fry (Hizdahr zo Loraq)
- Jacob Anderson (Grey Worm)
- Dean-Charles Chapman (Tommen Baratheon)
- Liam Cunningham (Davos Seaworth)
- Ian McElhinney (Barristan Selmy)

Stannis et Davos se rendent à Braavos pour demander un prêt à la Banque de Fer. Leur demande est d'abord refusée faute de garantie de réussite, mais Davos parvient à convaincre les représentants en mettant en avant l'honnêteté de Stannis pour rembourser ses dettes, la banque elle-même ayant prêté beaucoup d'or à la Couronne. Davos retrouve ensuite son ami pirate Salladhor pour lui payer ses services.
Yara mène une attaque pour sauver son frère prisonnier à Fort-Terreur. Mais Theon, enfermé dans un chenil et apeuré, persiste à s'appeler « Schlingue » et refuse de partir, croyant à un nouveau piège pour le torturer. Ramsay les surprend et engage le combat, avant que Yara n'abandonne : pour elle, son frère est désormais mort. Ramsay récompense alors Schlingue pour sa fidélité et lui confie une mission pour prendre Moat Cailin sous son vrai nom.
À Meereen, Daenerys exerce sa régence en dédommageant un éleveur de chèvres attaquées par un de ses dragons, et autorise l'enterrement d'un des nobles crucifiés jadis bienfaiteur de la cité à la demande de son fils Hizdahr zo Loraq. Elle comprend également que gouverner ne sera pas chose aisée.
Le Conseil restreint de Port-Réal accueille maintenant Oberyn Martell et Mace Tyrell. Varys fait part de l'assassinat de cinq soldats Lannister par le Limier dans le Conflans, et de la souveraineté de Daenerys à Meereen avec ses armées ainsi que ses conseillers Barristan Selmy et Jorah Mormont. Ce dernier espionnait pour le compte de Varys mais se dévoue désormais totalement à la cause de la Khaleesi. Tywin lance alors une prime contre Clegane et écrit une mystérieuse lettre pour Meereen.

### Épisode 7:L'Oiseau moqueur
- États-Unis : 18 mai 2014 sur HBO
- France :
  - 19 mai 2014 sur OCS City (en VOSTFr)
  - 27 septembre 2014 sur OCS City[23] (en VF)
- Belgique :
  - 22 mai 2014 sur Be 1[24] (en V. O.)
  - 15 août 2014 sur Be Séries[25] (en VF)
- Québec : 15 septembre 2014 sur Super Écran[26]

- États-Unis : 7,19 millions de téléspectateurs[33] (première diffusion)

- Andy Beckwith (Rorge)
- Kate Dickie (Lysa Arryn)
- Pedro Pascal (Oberyn Martell)
- Lino Facioli (Robin Arryn)
- Michiel Huisman (Daario Naharis)
- Owen Teale (Alliser Thorne)
- Tara Fitzgerald (Selyse Baratheon)
- Dominic Carter (Janos Slynt)
- Mark Stanley (Grenn)
- Ben Crompton (Eddison Tollett)
- Josef Altin (Pypar)
- Daniel Portman (Podrick Payne)
- Ben Hawkey (Hot Pie)
- Hafthor Julius Bjornsson (Gregor Clegane)
- Brian Fortune (Bowen Marsh)
- Gerard Jordan (Biter)

Jaime sermonne son frère sur son comportement à l'audience, mais Tyrion en retire au moins la satisfaction d'avoir contrecarré son père. Jaime ne peut livrer combat pour son frère, sa main gauche lui faisant défaut. Tyrion espère alors compter sur Bronn, d'autant que Cersei a fait appel à Gregor Clegane pour être son champion. Mais Bronn décline également car il envisage d'épouser prochainement une dame noble. Oberyn Martell vient à son tour à Tyrion et lui propose de se battre pour lui afin de venger la mort de sa sœur Elia et de ses enfants, tous assassinés par Ser Gregor.
Clegane et Arya découvrent un homme mortellement blessé par une attaque, et le Limier abrège ses souffrances. Soudain, un homme (Biter) mord Clegane au cou mais ce dernier lui brise le sien. Un second le menace, évoquant la prime en récompense pour sa capture ainsi que la mort de Joffrey. Arya reconnaît l'un des compagnons peu aimables de chariot de Jaqen H'ghar, et lui plante son « aiguille » après avoir appris son nom (Rorge). Plus tard, Sandor refuse qu'Arya lui désinfecte sa blessure avec le feu, mais l'autorise à laver la plaie avant de la recoudre.
Jon Snow revient à Châteaunoir avec son groupe, bien accueillis par ses camarades mais pas par Ser Alliser, qui lui ordonne d'enfermer son loup. Jon fait son compte-rendu sur l'arrivée imminente de Mance Rayder au Mur, et demande qu'on obstrue le souterrain. Mais Alliser n'en tient pas compte et attribue Jon et Sam à la surveillance du haut du Mur jusqu'à l'arrivée des Sauvageons.
Daenerys finit par succomber aux charmes de Daario avant de l'envoyer avec les puînés reprendre Yunkai et tuer tous les maîtres de la ville. Ser Jorah désapprouve leur liaison mais tempère aussi les choix radicaux de sa reine. Elle change alors d'avis et décide que les maîtres auront désormais le choix entre se repentir ou mourir par l'intermédiaire de Hizdahr zo Loraq.
Mélisandre et Selyse discutent de leur départ de Peyredragon pour le Nord. Selyse souhaite que Shireen, qu'elle méprise, demeure sur place, mais la prêtresse rouge lui rétorque que le Maître de la Lumière a également besoin de sa fille.
Brienne et Podrick font halte à une auberge et rencontrent Tourte-Chaude. Après maintes palabres, ce dernier leur avoue avoir rencontré Arya Stark dernièrement prisonnière de la Fraternité sans bannière avec le Limier. Podrick en déduit que l'endroit où ils ont la meilleure chance de retrouver Arya - et de surcroît Sansa - est aux Eyrié, auprès de leur tante.

### Épisode 8:La Montagne et la Vipère
- États-Unis : 1er juin 2014 sur HBO
- France :
  - 2 juin 2014 sur OCS City (en VOSTFr)
  - 27 septembre 2014 sur OCS City[23] (en VF)
- Belgique :
  - 5 juin 2014 sur Be 1[24] (en V. O.)
  - 15 août 2014 sur Be Séries[25] (en VF)
- Québec : 22 septembre 2014 sur Super Écran[26]

- États-Unis : 7,17 millions de téléspectateurs[34] (première diffusion)

- Pedro Pascal (Oberyn Martell)
- Hafthor Julius Bjornsson (Gregor Clegane)
- Dean-Charles Chapman (Tommen Baratheon)
- Finn Jones (Loras Tyrell)
- Indira Varma (Ellaria Sand)
- Hannah Murray (Gilly)
- Ian McElhinney (Barristan Selmy)
- Julian Glover (Grand Maester Pycelle)
- Roger Ashton-Griffiths (Mace Tyrell)
- Yuri Kolokolnikov (Styr)
- Jacob Anderson (Grey Worm)
- Nathalie Emmanuel (Missandei)
- Mark Stanley (Grenn)
- Ben Crompton (Eddison Tollett)
- Josef Altin (Pypar)
- Lino Facioli (Robin Arryn)
- Grahame Fox (Ralf Kenning)
- Rupert Vansittart (Yohn Royce)

Les Sauvageons attaquent La Mole et massacrent tous les habitants dont trois hommes de la Garde de Nuit présents ; Ygritte épargne cependant Vère et son enfant. À Châteaunoir, les hommes se rendent à l'évidence : à mille contre un, ils ne feront pas le poids face à l'armée de Mance Rayder.
À Meereen, Missandei est surprise nue dans la rivière par Ver Gris. Bien qu'émasculé, l'Immaculé déclare maladroitement son amour à la conseillère. Barristan Selmy reçoit une lettre de Port-Réal, une amnistie pour Jorah Mormont signée jadis de la main du roi Robert Baratheon. Bien que le document soit écrit de toutes pièces par Tywin pour diviser le clan de la Khaleesi, Jorah confesse à sa reine qu'il a travaillé comme espion pour Lord Varys mais qu'il a depuis abandonné cette cause. Mais Daenerys reste inflexible et le bannit.
Ramsay Snow envoie Schlingue sous son vrai nom Theon Greyjoy, négocier la capitulation du Moat Cailin en échange de la liberté des Fer-nés. Leur chef Ralf Kenning décline mais il est tué par un de ses hommes qui, affamés et malades, se rendent. Mais Ramsay les fait tous écorcher, souhaitant respecter la « tradition ». Satisfait du travail de son fils, Lord Bolton légitime Ramsay, qui prend le nom de Bolton. Tout le Nord étant désormais leurs, père et fils peuvent prendre possession de Winterfell.
Aux Eyrié, Lord Baelish est interrogé par les notables quant aux circonstances de la mort de Lysa Arryn. Il affirme qu'il s'agit d'un suicide mais Yohn Royce préfère questionner Sansa Stark. À la surprise de Littlefinger, elle avoue son identité mais leur ment en disant que Lysa s'est suicidée, folle de jalousie. Sansa dira plus tard à Baelish l'avoir sauvé par crainte de son propre sort. Aussitôt blanchi, Baelish prend en main les affaires du château et décide de préparer le jeune Robin à ses futures responsabilités de souverain. Arya et Clegane apprennent la mort de Lady Arryn en arrivant aux portes des Eyrié où le Limier espérait une récompense. Devant l'ironie de la situation, Arya s'esclaffe.
- Cet épisode a été interdit aux moins de 16 ans lors de sa diffusion, à cause de la violence de la scène finale.
- L'épisode a remporté un Emmy Award de la meilleure direction artistique pour une série contemporaine ou de fantasy (une caméra)[35]

### Épisode 9:Les Veilleurs au rempart
- États-Unis : 8 juin 2014 sur HBO
- France :
  - 9 juin 2014 sur OCS City (en VOSTFr)
  - 4 octobre 2014 sur OCS City[23] (en VF)
- Belgique :
  - 12 juin 2014 sur Be 1[24] (en V. O.)
  - 15 août 2014 sur Be Séries[25] (en VF)
- Québec : 29 septembre 2014 sur Super Écran[26]

- États-Unis : 6,95 millions de téléspectateurs[36] (première diffusion)

- Ian Whyte (Mag Mar Tun Doh Weg)
- Joseph Gatt (Thenn Warg)
- Yuri Kolokolnikov (Styr)
- Owen Teale (Alliser Thorne)
- Peter Vaughan (Maester Aemon)
- Dominic Carter (Janos Slynt)
- Mark Stanley (Grenn)
- Ben Crompton (Eddison Tollett)
- Josef Altin (Pypar)
- Neil Fingleton (Géant)
- Brian Fortune (Othell Yarwyck)

Du haut du Mur, Jon et Sam évoquent tous deux leur expérience amoureuse avant que Sam, redescendu à la bibliothèque, n'en fasse de même avec Maestre Aemon. À sa grande joie, il retrouve Vère parvenue à Châteaunoir. Non loin au sud, le groupe de Sauvageons de Tormund et Styr guette le signal d'au-delà du Mur. Celui-ci éclate bientôt par l'immense brasier promis par Mance Rayder. La corne sonne deux fois, la Garde de Nuit se prépare et Ser Alliser reconnaît son erreur de ne pas avoir condamné le souterrain. Sam cache Vère dans le cellier et l'embrasse avant de retourner à son poste où il rassure un Pypar anxieux.
Les hommes de Mance passent la lisière de la forêt en nombre, accompagnés de géants et de mammouths, tandis que ceux de Tormund et Styr s'attaquent au château défendu par un minimum de gardes. Alliser laisse la défense du Mur à Janos Slynt et redescend pour contrer les Sauvageons qui percent les défenses sud. Mais Janos fait vite preuve d'incompétence et Grenn ruse pour le faire redescendre. Jon reprend alors les commandes et dirige les archers alors que l'ennemi commence à escalader le Mur. Au sol, Janos préfère se réfugier dans le cellier alors que les combats font rage. Les flèches d'Ygritte trouvent leurs cibles et l'une d'elles frappe Pyp dans le cou, qui meurt dans les bras de Sam.
Deux géants et quelques Sauvageons parviennent à l'entrée du souterrain et tentent d'arracher les grilles du portail extérieur à l'aide d'un mammouth. Jon envoie alors Grenn et cinq hommes pour défendre la grille intérieure à tout prix. Alliser engage Tormund en duel mais le maître d'arme est blessé. Sam demande au jeune Olly de le monter au Mur et de prendre à son tour les armes. Des tonneaux enflammés font fuir le mammouth et un carreau ajusté a raison d'un des géants. Son homologue soulève alors lui-même le portail extérieur de sa force herculéenne et pénètre le souterrain pour fondre sur Grenn et ses cinq compagnons qui jurent de tenir leur serment de la Garde de nuit. 
Sam rend compte à Jon, qui laisse les opérations à Edd avant de redescendre à son tour avec du renfort. Jon demande à Sam de libérer son loup avant de se ruer dans la mêlée avec ses camarades. Il parvient à tuer Styr après un rude combat mais se retrouve dans la ligne de mire d'Ygritte ; la sauvageonne hésite à décocher et se fait transpercer par une flèche tirée par Olly, avant de succomber dans les bras de Jon. Edd fait larguer une faux géante qui balaie le Mur et tous les grimpeurs Sauvageons, forçant le repli de milliers d'autres ennemis. Tormund, dernier combattant de son groupe, est capturé.
- L'épisode se déroulant uniquement au Mur comporte le plus faible nombre d'acteurs principaux crédités au générique de toute la série.

### Épisode 10:Les Enfants
- États-Unis : 15 juin 2014 sur HBO
- France :
  - 16 juin 2014 sur OCS City (en VOSTFr)
  - 4 octobre 2014 sur OCS City[23] (en VF)
- Belgique :
  - 19 juin 2014 sur Be 1[24] (en V. O.)
  - 15 août 2014 sur Be Séries[25] (en VF)

- États-Unis : 7,09 millions de téléspectateurs[37] (première diffusion)
- Canada : 1,2 million de téléspectateurs[38] (première diffusion)

- Ciarán Hinds (Mance Rayder)
- Peter Vaughan (Maester Aemon)
- Julian Glover (Grand Maester Pycelle)
- Anton Lesser (Qyburn)
- Ian McElhinney (Barristan Selmy)
- Struan Rodger (La corneille aux trois yeux)
- Thomas Brodie-Sangster (Jojen Reed)
- Ellie Kendrick (Meera Reed)
- Kristian Nairn (Hodor)
- Tara Fitzgerald (Selyse Baratheon)
- Dominic Carter (Janos Slynt)
- Jacob Anderson (Grey Worm)
- Nathalie Emmanuel (Missandei)
- Mark Stanley (Grenn)
- Ben Crompton (Eddison Tollett)
- Josef Altin (Pypar)
- Daniel Portman (Podrick Payne)
- Trevor Allan Davies (Fennesz)
- Kerry Ingram (Shireen Baratheon)
- Hafthor Julius Bjornsson (Gregor Clegane)
- Darren Kent (Père en deuil)
- Gary Oliver (Capitaine Braavosien)

Jon Snow rencontre Mance Rayder dans l'espoir de le tuer au mépris de sa propre vie. Cependant, les cavaliers de Stannis Baratheon surgissent et attaquent les Sauvageons qui finissent par se rendre, à la demande du roi d'au-delà du Mur. Mance lui-même, cependant, refuse de ployer le genou. Jon intercède auprès de Stannis pour demander sa grâce ; Stannis accepte la requête du bâtard de Ned Stark, qui lui recommande également de brûler tous les morts avant la nuit. La Garde de Nuit fait de même en hommage aux siens, puis Jon embrase le bûcher d'Ygritte après avoir appris de Tormund qu'elle l'aimait vraiment.
À Port-Réal, Qyburn entreprend une de ses expériences controversées pour sauver Ser Gregor, presque mort empoisonné par Oberyn pendant le duel. Pycelle s'offusque mais la reine le congédie et prend le parti de Qyburn malgré les effets secondaires que subira la Montagne. Cersei refuse ensuite à son père son mariage forcé avec Loras Tyrell pour rester auprès de Tommen. Elle menace Tywin en révélant ce qu'il a toujours refusé de croire : sa relation incestueuse avec son frère. Cersei retrouve ensuite Jaime au mépris des conséquences.
La libération des esclaves par Daenerys met à mal la cohésion sociale des habitants de Meereen ; aussi la Khaleesi doit-elle faire des concessions, mais découvre aussi avec stupeur que Drogon a brûlé une petite fille de trois ans. À contrecœur, elle enchaîne alors ses deux autres dragons Viserion et Rhaegal, afin d'éviter qu'ils ne tuent eux aussi des innocents. Drogon, lui, demeure introuvable.
De l'autre côté du mur, Bran et ses amis parviennent enfin à l'arbre de la Corneille à trois yeux. Mais lors de l'approche, des morts-vivants surgissent du sol. Meera défend son frère et Bran prend une nouvelle fois le contrôle de Hodor, épaulé par Été. Jojen, mortellement blessé, est achevé à contrecœur par sa sœur. Les autres doivent la vie à l'intervention surnaturelle d'un Enfant de la Forêt, qui leur permet de se réfugier dans l'arbre. Le groupe rencontre ensuite la Corneille à trois yeux, un vieil homme devin vivant parmi les racines. Ce dernier promet à Bran qu'il pourra voler à défaut de pouvoir remarcher.
Près de la porte Sanglante, Brienne de Torth et Podrick tombent sur Arya et Sandor Clegane. Podrick reconnaît le Limier et Brienne demande alors à la fille Stark de la suivre pour tenir promesse à sa mère. Mais le Limier s'interpose et une lutte acharnée s'engage entre les deux guerriers qui finit au corps à corps. Brienne gagne le combat mais Arya s'est échappée. La fille retrouve le Limier mourant qui lui demande de l'achever, mais elle préfère le laisser agoniser et le quitte non sans l'avoir détroussé.
Jaime fait finalement évader son frère avec la complicité de Varys. Mais avant de rejoindre ce dernier, Tyrion passe dans les appartements de son père où il découvre stupéfait Shae dans son lit. Elle tente de le tuer mais Tyrion l'étrangle, la rage au cœur. Il retrouve Tywin dans les latrines et finit par le tuer d'un carreau d'arbalète après une brève discussion. Varys cache ensuite le nain dans une caisse en partance par bateau à Essos, mais choisit de l'accompagner pour échapper aux foudres de la famille royale.
- Le titre fait référence aux Enfants de la Forêt, dont Bran rencontre le dernier représentant dans l'arbre de la Corneille à Trois Yeux.